# Solución de esquina

La gráfica muestra un ejemplo de solución de esquina, donde el óptimo se sitúa en la intersección con el eje X en el punto (M,0). La curva de indiferencia CI1 no es una solución, ya que no utiliza todo el presupuesto, y la CI3 tampoco porque es inalcanzable, ya que sobrepasa el importe total del presupuesto. La solución óptima en este ejemplo es el consumo de M unidades del bien X y 0 unidades del bien Y. Es una solución de esquina porque la curva de indiferencia que se puede alcanzar (CI 2) es tangente la restricción presupuestaria en el punto de corte con el eje X.

En la teoría del consumidor de la microeconomía, una solución de esquina es un caso particular del equilibrio de consumidor, que lleva a rechazar totalmente la  compra de uno de los productos a su disposición en favor del otro disponible.
Esta situación se produce, por ejemplo, con los denominados bienes sustitutivos perfectos, en los que su curva de indiferencia se convierte en una recta y en la que el óptimo lleva a una solución de esquina, en la que todo el presupuesto disponible se dedica al consumo de uno de los bienes disponibles y no se gasta nada en el otro.